# 奧索瓦 (埃米利奇涅區)
50°49′40″N 27°33′51″E / 50.82778°N 27.56417°E
奧索瓦（烏克蘭語：Осова），是烏克蘭北部的村莊，隸屬日托米爾州的茲維亞赫爾區。該村面積0.96平方公里，海拔高度213米，2001年人口188，人口密度每平方公里195.83人。